# تارغت سنتر
تارغت سنتر (Target Center) صالة متعددة الأغراض تقع في منيابولس ، مينيسوتا ، الولايات المتحدة. تستضيف العروض العائلية الكبرى والحفلات الموسيقية والأحداث الرياضية وحفلات التخرج والمناسبات الخاصة. شركة تارجت هي الشريك الأصلي والحالي في حقوق التسمية للصالة. تسع لأكثر من 20 ألف للحفلات الموسيقية ، ويحتوي على 702 مقعدًا للنادي (club seats) و 68 جناحًا.
الصالة هي موطن مينيسوتا تمبر ولفز من الرابطة الوطنية لكرة السلة (NBA) ومينيسوتا لينكس من الرابطة الوطنية لكرة السلة للسيدات (WNBA).